# Buddhizmus Kazahsztánban

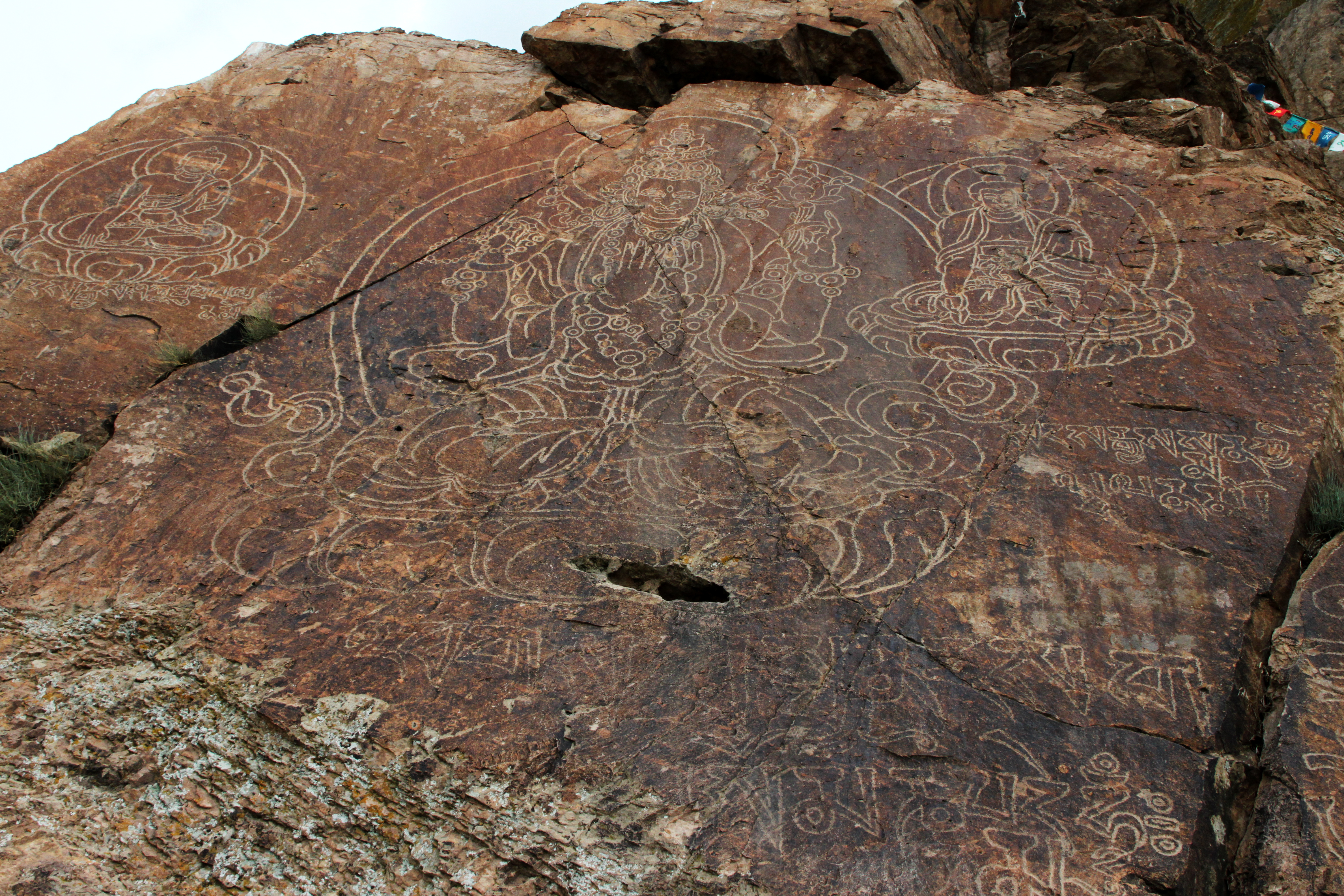
A 17. századból származó tamgalitaszi sziklarajzok buddhista istenségeket és tibeti feliratokat ábrázolnak, ojrát és tibeti művészek alkotásai.

Buddhizmus Kazahsztánban napjainkban kisebbségi vallás, amelynek történelmi jelenléte a 6. századra nyúlik vissza. Az ország buddhista lakosságát főként olyan etnikai csoportok alkotják, mint a kalmükök, koreaiak és mongolok.
A 2021-es népszámlálás szerint mintegy 15 458 buddhista él Kazahsztánban, ami a teljes lakosság kevesebb mint 1%-át teszi ki. Ez enyhe növekedést jelent a 2009-es népszámláláshoz képest, amikor 14 663 buddhistát vettek nyilvántartásba.
A nyugati török kaganátus időszakában (kb. 600–700 között), amelyet ma Kazahsztán, Üzbegisztán és más közép-ázsiai területek foglalnak magukban, a buddhizmus széles körben támogatott és befolyásos vallás volt.

## Demográfia
2007-es adatok szerint a teljes lakosság mintegy 0,5%-a volt buddhista.
A buddhista lakosság aránya napjainkban is igen alacsony; a 2021-es népszámlálás szerint nagyjából 15 458 buddhista él Kazahsztánban, ami körülbelül az ország népességének 1%-a.

## Történelem
Már a 6. században elkezdte befolyásolni a buddhizmus a türk törzseket Közép-Ázsiában. A nyugati türk kaganátus, amely a mai Kazahsztán területére is kiterjedt, a 7. század elejétől a 8. század elejéig a buddhizmus ismert pártfogója volt. Ebben az időben a buddhista tanítások és kultúra mélyen áthatották a térséget, melyhez hozzájárult a selyemút mint a vallási és kulturális kölcsönhatások útvonala.
Kazahsztánban végzett régészeti feltárások bizonyítják a buddhizmus történeti hatását a régióban. Jelentős emlékek között említhetők ősi buddhista sziklarajzok az Ili folyó mentén és a Tarbagatai-hegységben. Ilyen buddhista örökséghez kapcsolódik a karagandi területen található kizili Kent palota, valamint a kelet-kazahsztáni Ablainkit-erőd-kolostor, mindkettő a 17. századból.
A 17. században a Dzsungár Kánság, egy mongol államalakulat is jelen volt Kazahsztán egyes részein. A dzsungár uralkodók a tibeti buddhizmus követői voltak, hitük jelentősen befolyásolta a régió vallását és kultúráját. Ennek hatása látható például a tamgalitaszi sziklarajzokon, ahol tibeti szimbólumok és írások tükrözik a buddhizmus akkori jelenlétét.

### Hanyatlás
A 10. században az iszlám térnyerése – különösen, miután a Karahanidák dinasztiája államvallássá tette – fokozatosan háttérbe szorította a buddhizmust Kazahsztánban.

### Újkori történelem
2019-től Kazahsztánban mindössze két hivatalosan elismert buddhista szervezet működik: az egyik a Koreából származó Won buddhizmushoz, a másik a tibeti buddhizmushoz köthető.